# Cantore-Klasse
Die Cantore-Klasse (auch als Generali-Klasse bezeichnet), war ein Klasse von sechs Zerstörern (cacciatorpediniere) der italienische Marine die zwischen 1919 und 1922 gebaut wurden. Die verhältnismäßig kleinen Boote waren die vierte Variante eines mit der Pilo-Klasse seit 1913 gebauten Grundentwurfs für die italienische Marine. Die vorhandenen Einheiten dieser Klassen wurden 1929 zu Torpedobooten umklassifiziert.

## Die Klasse
Die Cantore-Klasse war die letzte von vier in den Jahren von 1913 bis 1919 gebauten Klassen von Booten nahezu gleicher Größe, die sich nur hinsichtlich ihrer Bewaffnung unterschieden. Auf die Pilo-Klasse von 1913 mit acht Booten folgten die Sirtori-Klasse von 1916 mit vier Booten, die La-Masa-Klasse von 1916 mit acht Booten und schließlich die Cantore-Klasse von 1919 mit sechs Booten. Sie alle verdrängten zwischen 615 und 709 Tonnen (standard), waren 73–73,5 m lang und 7,3 m breit und hatten drei Schornsteine. Alle wurden am 1. Oktober 1929 zu Torpedobooten umklassifiziert.
Die Cantore-Klasse bestand aus den nach italienischen Generälen benannten Antonio Cantore, Antonio Cascino, Antonio Chinotto, Carlo Montanari, Achille Papa und Marcello Prestinari Einheiten.

## Technische Daten
Die Cantore-Klasse war eine Weiterentwicklung der La Masa-Klasse. Alle sechs Boote wurden in den Jahren 1919 bis 1922 bei Cantieri Odero in Sestri Ponente (Genua) gebaut. Ihre Hauptartillerie war gegenüber der La Masa-Klasse von vier auf nur noch drei 10,2-cm-Kanonen Schneider-Armstrong L/45 reduziert, alle auf der Mittellinie aufgestellt, so dass eine Breitseite weiterhin aus drei Geschützen bestand. Hinzu kamen zwei 7,6-cm-AnsaldoFlak L/40 und vier 6,5-mm-Maschinengewehre sowie vier 45-cm-Torpedorohren in schwenkbaren Zwillingssätzen. Zehn Minen konnten mitgeführt werden.
Die Boote waren 73,5 m lang (72,5 m in der Wasserlinie) und 7,3 m breit und hatten maximal 3,0 m Tiefgang. Ihre Wasserverdrängung betrug 730 t (standard) und 890 t (maximal). Die Maschinenanlage bestand aus vier ölbefeuerten Thornycroft-Kesseln und zwei Tosi-Dampfturbinen, die 15.500 PS lieferten. Die Schiffe hatten zwei Wellen. Die Höchstgeschwindigkeit war 30 Knoten. Die Bunkerkapazität betrug 150 Tonnen Öl, die Reichweite 2000 Seemeilen bei einer Marschgeschwindigkeit von 14 Knoten. Die Besatzung bestand aus etwa 105–118 Mann.
Am 1. Oktober 1929 wurden die Boote zu Torpedobooten herabklassifiziert. 1936 wurden sie mit Minenräumgeschirr ausgestattet. Ihre Bewaffnung wurde 1939 insofern modifiziert, als sie anstelle der beiden 7,6-cm-Kanonen zwei 20-mm-Flak-Zwillinge L/65 Modell 1935 von Breda und zwei bis vier 8-mm-Fla-MG L/80 (anstelle der bisherigen vier 6,5-mm-MG) sowie zwei Wasserbombenwerfer erhielten.

## Einsatzgeschichte und Verbleib der Boote
Während der Korfu-Krise in den letzten Augusttagen 1923 wurden die Cantore, die Chinotto, die Papa und die Prestinaro in den Dodekanes geschickt, um die Inselgruppe gegen mögliche Feindseligkeiten seitens Griechenland zu schützen. Die beiden anderen Boote, die Cascino und die Montanari, waren Teil des Geschwaders, das am Abend des 30. August 1923 mit den Schlachtschiffen Conte di Cavour und Giulio Cesare und den alten Panzerkreuzern San Giorgio und San Marco die Insel Korfu beschoss und ihre Besetzung durch italienische Truppen unterstützte.
Mit dem Beginn des italienischen Angriffs auf Albanien im April 1939 wurden die Boote zur Sicherung von Geleitzügen von und nach Albanien eingesetzt. Beim Eintritt Italiens in den Zweiten Weltkrieg, dem 10. Juni 1940, bildeten die Cascino, die Chinotto, die Montanari und die Papa die in La Maddalena stationierte 2. Torpedobootsdivision. In den Tagen zuvor und bis zum 10. Juli 1940 legten die vier Boote im Verband mit vier Minenlegern und Hilfsschiffen insgesamt 30 defensive Minensperren mit zusammen 2196 Minen vor der Küste Sardiniens. Danach versahen sie vornehmlich Geleitdienst nach Nordafrika.
Die Cantore und die Prestinari waren bei Kriegsbeginn Teil der 3. Torpedobootsdivision in Neapel und sicherten zunächst weiterhin in der Adria Truppen- und Nachschubtransporte nach Albanien. Die beiden Boote wurden dazu am 21. Oktober 1940 dem neu gebildeten Marinekommando Maritrafalba in Brindisi unterstellt. Bereits vier Tage später wurden beide der Forza Navale Speciale zugeteilt, die die geplante Invasion von Korfu durchführen sollte. Der Verband lief am 31. Oktober aus, erhielt dann jedoch Befehl, die Truppen wegen des schlechten Wetters in Valona (Südalbanien) abzusetzen; die Landung auf Korfu wurde abgesagt. Die Prestinari gehörte dann am 28. November 1940 zu dem Verband von vier Zerstörern und zwei Torpedobooten, die griechische Stellungen nordöstlich von Korfu mit ausdauerndem Artilleriefeuer belegten. Danach wurde auch sie hauptsächlich Geleitdienst nach Nordafrika eingesetzt.

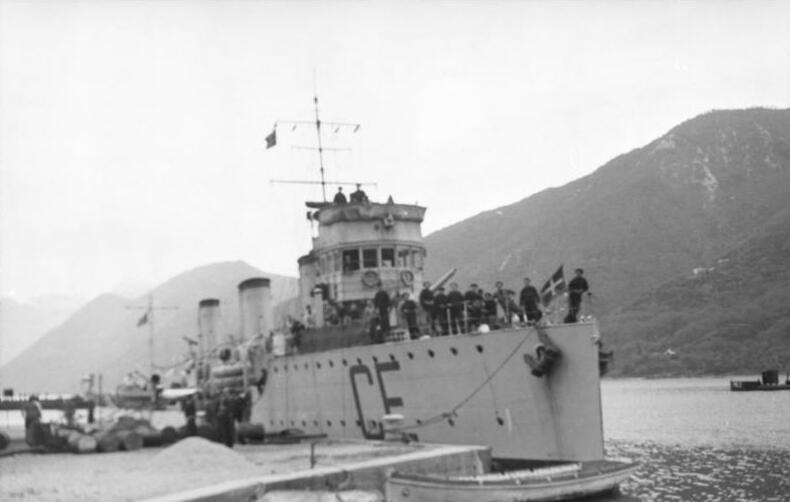
Die Cantore in Kotor 1941

Cantore blieb zunächst noch in der Adria, wo sie nach dem deutschen Angriff auf Jugoslawien im April 1941 an der Besetzung mehrerer dalmatinischen Inseln und am Kampf gegen die Partisanen der jugoslawischen Volksbefreiungsarmee teilnahm. Dann wurde auch dieses Boot zu Sicherungsdiensten zwischen Italien bzw. Griechenland und Nordafrika herangezogen.
Bei den Geleitdiensten hatten die Boote vor allem mit den in Malta stationierten britischen U-Booten und Flugzeugen und mit Minen zu rechnen. Am 21. August 1940 wehrte die Papa einen Angriff des britischen U-Boots Rorqual mit Wasserbomben ab. Ab 8. Februar 1941 wurden dann auch die Truppen- und Nachschubtransporte für das Deutsche Afrikakorps gesichert. Am 22. Februar beschädigte die Montanari bei den Kerkenna-Inseln das britische U-Boot Ursula, das zuvor den von ihm begleiteten Transporter Sabbia (5788 BRT) torpediert hatte. Am 28. März 1941 lief die Chinotto beim Capo Gallo westlich von Palermo auf eine in der vorherigen Nacht von dem britischen U-Boot Rorqual gelegte Minensperre, brach in zwei Teile und sank in 103 m Tiefe. 48 Mann ihrer Besatzung fanden dabei den Tod. Am Morgen des 30. Juli 1941 gelang es der Papa, das britische U-Boot Cachalot durch Rammen zu versenken; die Besatzung des U-Boots konnte, mit Ausnahme eines Mannes, ihr Boot verlassen und wurde von der Papa aufgenommen.
Ab Herbst 1941 wurde die Sicherungsarbeit erheblich dadurch erschwert, dass die Briten in Bletchley Park den italienischen Funkverkehr mit der Schlüsselmaschine C-38m für die Konvois nach Nordafrika entziffert hatten. Im November lief die Prestonari bei einem Geleitunternehmen vor der libyschen Küste bei Zuwara auf Grund, konnte aber relativ unbeschädigt geborgen und nach Tripolis eingebracht werden. Am 23. Dezember 1941 fand die Papa vor der libyschen Küste ein Rettungsfloß des am 20. Dezember in einem Minenfeld vor Tripolis gesunkenen britischen Leichten Kreuzers Neptune, mit nur noch einem Überlebenden. Am 22. August 1942 ging die Cantore auf der Fahrt von Bengasi nach Tobruk bei Ras el Tin auf einer Minensperre verloren, die das britische U-Boot Porpoise am 12. August gelegt hatte; das Boot brach in zwei Teile, und der größte Teil der Besatzung ging mit ihm unter. Die Montanari beteiligte sich am 14. September 1942 an der Verteidigung von Tobruk während des fehlgeschlagenen britischen Angriffs auf Tobruk (Operation Agreement bzw. Daffodil). Am Nachmittag des 31. Januar 1943 sank auch die Prestonari auf einer von dem Minenleger Welshman in der vorhergegangenen Nacht gelegten Minensperre etwa 14 Seemeilen südöstlich des Kaps Zibeb. Das Boot war aus Bizerta ausgelaufen, um der auf eine Mine gelaufenen Korvette Procellaria zu helfen. Das Boot sank innerhalb von einer Stunde mit 84 Mann seiner Besatzung. Am 7. Februar 1943 wurde die Montanari während eines amerikanischen Luftangriffs auf Neapel durch eine Bombe beschädigt; sie wurde zur Reparatur nach La Spezia gebracht.
Am Tage der Bekanntgabe des italienischen Waffenstillstands am 8. September 1943 lagen die verbliebene drei Boote zu Reparaturen in der Werft, die Cascino und die Montanari in La Spezia und die Papa in Genua. Um der deutschen Beschlagnahme zu entgehen, wurden all drei am 9. September von ihren Besatzungen selbstversenkt. Die Montanari wurde zwar von der Kriegsmarine gehoben, erwies sich aber als unbrauchbar, wurde nicht repariert und am 4. Oktober 1944 in La Spezia durch Fliegerbomben erneut versenkt. Die Papa wurde ebenfalls gehoben, am 17. Oktober 1943 als Torpedoboot TA 7 von der Kriegsmarine in Dienst gestellt, am 18. Oktober als Schnelles Geleitboot SG 20 umklassifiziert, und bereits am 1. November 1943 nach einem Minentreffer, der schwere Beschädigungen durch Rumpfverwindungen verursachte, wieder ausgemustert. 6. Januar 1944 sprang das Boot an der Nordpier von Genua leck und wurde auf Grund gesetzt. Bei einem Luftangriff auf Genua am 12. Januar 1944 kenterte es am gleichen Ort; das Wrack wurde gehoben und schließlich am 24./25. April 1945 in der Hafeneinfahrt von Oneglia als Blockschiff versenkt.

## Einheiten
|        | Name                         | Kiellegung        | Stapellauf       | Indienststellung   | Verbleib |
| ------ | ---------------------------- | ----------------- | ---------------- | ------------------ | --- |
| CE     | Generale Antonio Cantore     | 11. November 1919 | 23. April 1921   | 1. Juli 1921       | Am 22. August 1942 westlich von Tobruk nach Minentreffer gesunken |
| CH     | Generale Antonio Chinotto    | 20. November 1919 | 7. August 1921   | 26. September 1921 | Am 28. März 1941 nach Minentreffer bei Palermo gesunken |
| PP, PA | Generale Achille Papa        | 4. Dezember 1919  | 8. Dezember 1921 | 9. Februar 1922    | Am 9. September 1943 in Genua selbstversenkt; von der Kriegsmarine geborgen und am 17. Oktober 1943 als TA 7, am 18. Oktober als SG 20 in Dienst gestellt; nach Minentreffer am 1. November 1943 ausgemustert. Bei einem Luftangriff auf Genua am 12. Januar 1944 schwer beschädigt und gekentert; gehoben und am 24./25. April 1945 in Oneglia selbstversenkt. |
| CI     | Generale Antonio Cascino     | 13. März 1920     | 18. März 1922    | 8. Mai 1922        | Am 9. September 1943 in La Spezia selbstversenkt |
| PR     | Generale Marcello Prestinari | 23. Mai 1921      | 4. Juli 1922     | 17. August 1922    | Am 31. Januar 1943 nach Minentreffer bei Bizerta gesunken |
| MN     | Generale Carlo Montanari     | 7. Juni 1921      | 4. August 1922   | 9. November 1922   | Am 9. September 1943 in La Spezia selbstversenkt; von der Kriegsmarine gehoben, nicht repariert und am 4. Oktober 1944 in La Spezia durch Fliegerbomben versenkt. |